# ژلسون فرناندز
ژلسون دا کونسیه‌سائو تاوارس فرناندز (پرتغالی: Gélson da Conceição Tavares Fernandes؛ زاده ۲ سپتامبر ۱۹۸۶) بازیکن فوتبال اهل سوئیس است.
وی همچنین در تیم ملی فوتبال سوئیس بازی کرده‌است.